# Мундиция Римская
Мундиция Римская (итал. Mundizia, нем. Mundutia; около 250 года, Рим — начало IV века, Рим, Италия), — мученица, святая католической церкви.
Одна из первохристианских мучениц, чьи мощи долгое время находились в римских катакомбах святой Кириаки, что под современной Сан-Лоренцо-фуори-ле-Мура.
В 1675 году мощи святой Мундиции были переданы церкви святого Петра в Мюнхене (Германия), где для них был изготовлен специальный стеклянный саркофаг. В 1804 году мощи были закрыты для посетителей церкви, но в 1883 году выставлены вновь в одном из боковых приделов за железной решёткой.
Ежегодно память святой Мундиции празднуется в Мюнхене 17 ноября. В этот день в её честь по городу проходит процессия с мощами и зажжёнными свечами.